# Claude Morin (verrier)
Pour les articles homonymes, voir Claude Morin (homonymie).
Claude (Raymond) Morin, né le 16 août 1932 et mort le 11 juillet 2021 à Dieulefit (Drôme), est le fondateur avec son épouse Florence en 1970 de la verrerie «Le Pontil» de Dieulefit.
Il a été le précurseur du mouvement Studio Glass en France.

## Biographie
Claude Morin, est membre d'une famille installée près de Dieulefit depuis 1400, qui gérait un certain nombre d’usines textiles depuis 1609. La dernière usine familiale (tissage de laine) ferme en 1960. En 1960, Claude et son cousin Jean Morin démarrent une activité de tissage de voile Tergal et de confection de rideaux (Soditex) qui elle aussi doit fermer en 1970.
Claude sculptait le bois et modelait l’argile pour son plaisir, et exposait ses œuvres localement (Poët-Laval (Drôme), et à Genève). À partir de 1969 il cherche à se reconvertir. Sa femme lui suggère de faire du verre à la suite d'une exposition de l’artiste potier et verrier Etienne Noël installé à Dieulefit en 1922.
Pour s’initier à cette technique qu’il ne connaissait pas, il visite les rares verreries artisanales installées dans le sud de la France (Verrerie de Bendor au Castelet dans le Var qui a été liquidée en 1985 ) et la verrerie de Biot  où il rencontre Eloi Monod qui lui donne des indications et des contacts pour démarrer son projet.
L’idée de Claude et Florence était de faire des pièces utilitaires et artisanales (uniques et inégales) et de pouvoir en vivre. Ceci était pour eux une question majeure au moment des grandes séries de pièces identiques et industrielles. L’autre était de trouver le matériel pour monter leur atelier.
Claude apprend progressivement la technique de soufflage du verre entre janvier et juin 1970 en essayant de reproduire les gestes qu’il avait vus dans les ateliers qu’il avait visités mais sans jamais avoir essayé lui-même auparavant.
Le 27 juin 1970, ils inaugurent sous le parrainage de Mme Étienne Noel leur atelier nommé "le Pontil" construit avec l’aide de Franck Girard (qui restera à l’atelier jusqu’en 1973) dans une aile d’un ancien bâtiment industriel.
Le succès de ses pièces de verre (utilitaires: bouteilles, gobelets…) vient assez tôt après la création de l’atelier, en particulier lors de sa première exposition de sculpture et de verre à la galerie Club de Genève en septembre 1970, il vend toutes ses œuvres en verre et aucune de ses sculptures.

## Connexion avec le glass studio mouvement
À l’occasion d’une visite à Dieulefit en 1973 de Sybren Valkema (en), artiste verrier et professeur à l’Académie des Beaux-Arts d’Amsterdam accompagné de Harvey Littleton (en) le fondateur du mouvement Studio Glass aux États-Unis qui a inspiré plusieurs artistes Européens (Erwin Eisch, Sybren Valkema, Finn Lynggaard…), qui est de passage en Europe, Claude découvre d’autres verriers et prouve à ces artistes principalement enseignants en école d’art la possibilité de vivre décemment en produisant des articles créatifs réalisés en verre. L’année suivante, c’est toute la promo «verre» de Gerrit Rietvelt Academy qui vient faire un stage à Dieulefit : parmi eux, entre autres de futurs artistes verriers européens : Bert van Loo, Richard Meitner, Ulla Forsell, Mieke Groot, Durk Valkema.
Il est invité à un salon des métiers d’art à Montréal au Québec, qui se tient en décembre 1974, pour présenter ses créations et la fabrication du verre artisanal et artistique. À la suite de cette exposition, l’Université de Québec à Trois Rivières lui demande d’assurer des cours à 8 étudiants en 1976. À cette occasion, il rencontre notamment Jean Vallière, artiste québécois qui vient ensuite se former à Dieulefit pendant deux mois puis fonde en 1977 « la Mailloche » à Québec, l’un des premiers ateliers artisanaux de verre au Canada. Claude Morin accueille de nombreux artistes québécois dans son atelier (Ronald Labelle, Gilles Désaulnier).
Il rencontre Finn Lynggaard (en) à l’occasion d’un symposium sur le verre organisé à Copenhague et découvre l’étendue des possibilités artistiques de ce matériau. Cela lui permet de se connecter avec l’écosystème artistique verrier mondial en train de se créer : le mouvement Studio Glass.
En avril 1982, à Sars Poteries (Nord) a lieu le premier symposium du verre contemporain en France. Les artistes verriers français, et quelques acteurs du mouvement Studio Glass sont invités. A cette occasion Claude crée une pièce commune avec Makoto Ito (Japon) et Joel Philip Myers (USA).
En juillet 1986, apprenant que l’atelier qui devait recevoir Dale Chuhily pour qu’il réalise les pièces de son exposition au Musée des Arts Décoratifs n’était pas prêt à le recevoir, Claude et Nicolas Morin invitent le verrier américain et son assistant William Morris,. Ils travaillent à l’atelier de Dieulefit pendant plusieurs jours.

## Évolution des technologies
A cette époque il n’existait pas de four de verre de petite taille. Le premier four de la verrerie de Dieulefit est conçu spécialement pour la verrerie Morin par l’entreprise Ricard, spécialiste des fours industriels utilisant pour le bassin un élément réfractaire en U de filière (feeder) et des dalles de réfractaire (à base de sillimanite de 20 cm d’épaisseur) de chaque côté et en voûte,. Ce premier four comporte 4 brûleurs à gaz de chaque côté. L’atelier brûle alors environ 40t de propane par an. La première crise de l’énergie en 1974 l’incite à imaginer un nouveau four qui reprend des matériaux et des dimensions similaires. En changeant pour un bassin demi-sphérique, il arrive à diminuer la consommation de 30%. De nombreux perfectionnements viennent par la suite, qui permettent une meilleure efficacité énergétique,. À ce titre il publie un article dans la Revue de la céramique et du verre sur la conception des fours de verre. Il conçoit ses fours de recuit et les fours de réchauffage lui-même à partir de ce qu’il a vu dans les ateliers industriels et des nombreux contacts avec d’autres verriers (Durk Valkema, Harvey K Litteton, Mikko Merikallio...).
Dans les premiers temps, il conçoit un écran de protection contre les infrarouges, constitué d’une grille sur laquelle ruisselle de l’eau. Cette technique est abandonnée lorsqu'il met au point une porte isolante motorisée.
Il conçoit ses premières cannes et pontils en faisant appel à des aciers spéciaux (Vallourec...). Il achètera ensuite les outils traditionnels aux fabricants ou distributeurs quand ce marché aura émergé.
En ce qui concerne les techniques de soufflage proprement dite, il doit les redécouvrir et parfois il adopte des pratiques originales (position de travail au banc debout, face au verre au lieu d’être assis sur le côté). Beaucoup d’aménagements de l’atelier et d’innovations imaginés avec son fils Nicolas permettaient de souffler seul.

## Passation à ses enfants
Les enfants du couple Morin ont pratiqué le soufflage de verre dès leur plus jeune âge et ont aidé leur père durant les vacances scolaires. Frédéric e et Nicolas ont en fait leur métier pendant un temps.
Nicolas Morin, après des études d’architecture, vient travailler à l’atelier dès 1984. Il rachète progressivement la moitié de l’atelier. Avril 1992 voit la création de Morin Verrerie Sarl, et Nicolas succède définitivement à son père à partir de 1994.
Fréderic Morin, également architecte est salarié à la verrerie du Pontil entre 1991 et 1995. En 1995 il fonde son propre atelier à Beaucaire (Gard) puis à Montoison (Drôme) et ensuite à Saillans (Drôme).
Du fait de l’augmentation des coûts de production (Energie, Gaz et matières premières), Nicolas accueille d’autres artistes (résidences, expositions) pour partager les coûts et développe une pratique de travail seul. Finalement il ferme définitivement l’atelier et la galerie fin 2005. Le four ne sera rallumé qu’une fois (pour un mois) en 2008.